# Дина Джуъл
Дина Джуъл (на английски: Dina Jewel) е артистичен псевдоним на норвежката порнографска актриса Нана Грьоневик (Nanna Grønnevik), родена на 1 февруари 1978 г. в град Йесхайм, фюлке Акешхус, Норвегия.

## Награди и номинации
- 2000: Номинация за Hot d'Or награда за най-добра европейска актриса.[3]